# En ny virkelighed
En ny virkelighed er en dansk dokumentarfilm fra 1963 med instruktion og manuskript af Børge Høst.

## Handling
Filmen henvender sig til et alment interesseret publikum og fremtræder som et filmisk essay om den moderne atomforskning. Filmen er tilegnet Niels Bohr og starter med en redegørelse for, hvordan man gennem mikroskop og elektronmikroskop kan iagttage stoffernes planmæssige molekylestruktur. Derefter gennemgås i diagrammer, modeller og modelforsøg atomets opbygning, dets reaktion på energitilførsel, dets stabilitet og grundstofprincippet, energikvantets sammenhæng med atomets opbygning, samt bølge- og partikelbeskrivelsen. Der sluttes med en fremstilling af komplementaritetsprincippet.